# 紅牛能量飲料
紅牛能量飲料（Krating Daeng）是一款最早起源於泰國，並在奧地利以及全球171多個國家和地区销售的知名機能性飲料品牌。其中奥地利红牛公司推出的紅牛饮料屬於含碳酸軟性飲料的一種，它以強態能量飲料的形象出現，含有多種營養素及咖啡因，因此常被用來當作提神甚至健身飲料來使用。而以泰國為主的部份亚洲國家所銷售的紅牛，則是屬於不含氣的傳統提神飲料，其中，菲律賓及泰國紅牛甚至還有生產紅牛咖啡飲料。在西方國家語言環境中，「Red Bull」通常指奧地利版紅牛，而「Krating Daeng」通常指泰國紅牛。
由奥地利红牛公司销售的版本中文名为红牛能量飲料（台湾）或红牛牌劲能饮料（中国大陆），由中国红牛维他命饮料有限公司销售的版本名为红牛维生素功能饮料，而后来海南红牛饮料有限公司销售的版本名为红牛维生素风味饮料。

## 品牌与产品款式

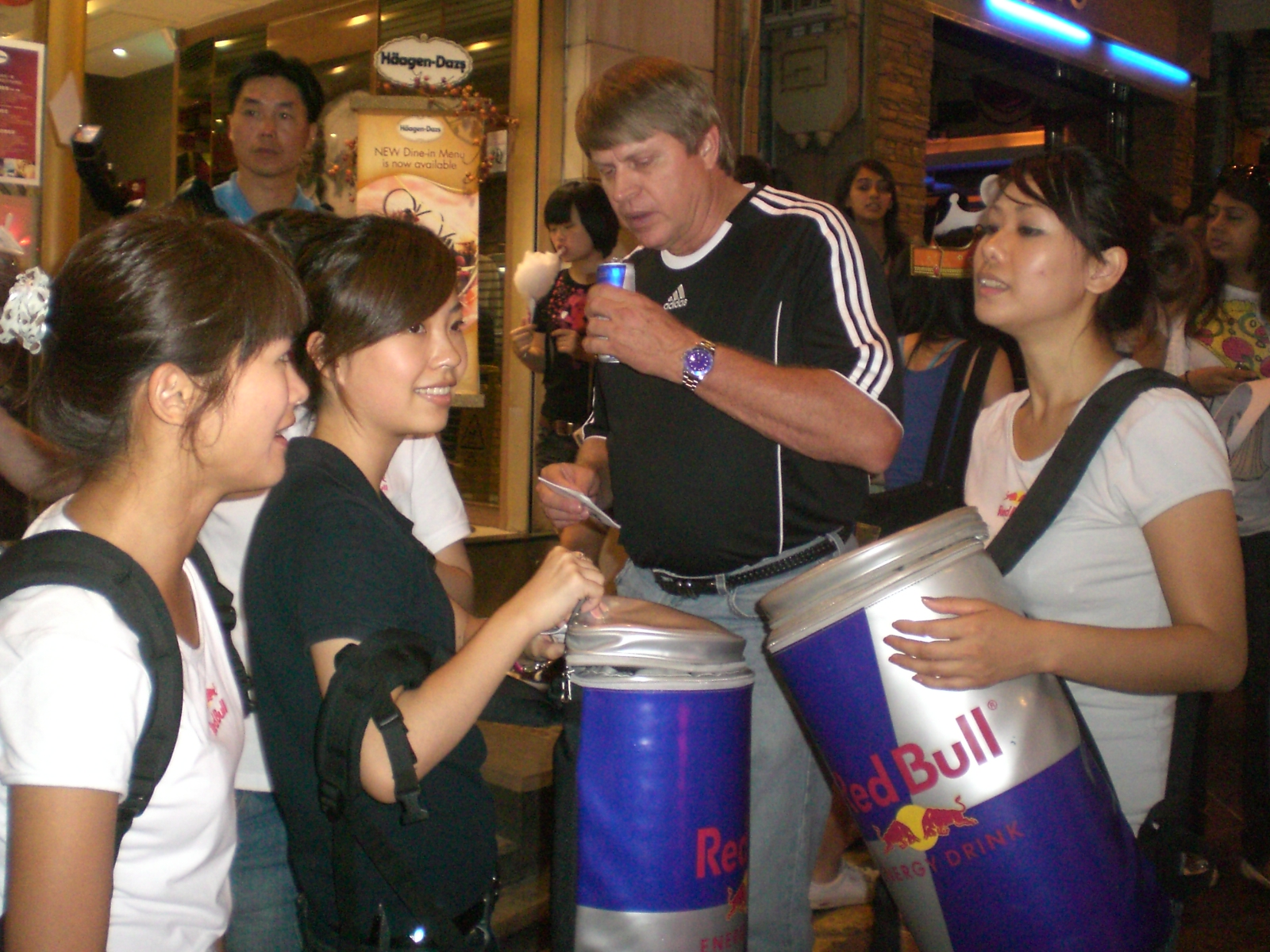
在香港举办的紅牛試飲活动

奥地利红牛
奥地利红牛公司销售的紅牛是一種含碳酸的軟性飲料，除了標準的250毫升鋁罐裝版本外，也於2003年於美國地區率先推出無糖的低熱量版本。除了純飲外，紅牛飲品在歐美的派對聚會中也常被與伏特加之類的酒品混在一起飲用，是年輕人之間非常時興的新流行。
- 进口到中国深圳的版本（红牛牌牛磺酸B族维生素饮料）每罐250mL，含糖25.6g，咖啡因47mg，牛磺酸986mg。
- 中国还有一种没有咖啡因，不属于保健食品，也是原产奥地利的红牛牌盛能风味饮料。按营养标注折算每罐含：牛磺酸 125mg，烟酸（维生素B3） 4.5mg，泛酸（维生素B5）0.55mg，维生素B2 1.275mg，维生素B6 0.4mg，维生素B12 0.45mg。
- 无糖版有进口到中国。日本市场的果味无糖版也有进口到中国。
- 美国版本每罐250mL，含糖27g、咖啡因80mg。

泰国红牛
在此飲料的發源地泰國，當地版本的紅牛不含碳酸，且使用玻璃瓶包装。
进口到中国深圳的版本（红牛维生素风味饮料）每罐250mL，含糖31.7g，咖啡因56mg，牛磺酸140mg。
出口到澳大利亚的版本每罐250mL，含牛磺酸1000mg、葡醛内酯600mg、咖啡因80mg、肌醇50mg、烟酰胺20mg、泛酸5mg、B6 5mg、B12 5mg。
中国红牛（1995）
中国红牛维他命饮料有限公司销售的红牛维生素功能饮料分为两种：
- 金色罐装与泰国版同样不含气，但咖啡因和牛磺酸含量明显降低。黄瓶每罐250mL，含糖30.4g，咖啡因48mg，牛磺酸121mg。作为保健食品声称的每罐含量是：牛磺酸 125mg，咖啡因 50mg，肌醇 50mg，赖氨酸 50mg，烟酰胺 10mg，维生素B6 1mg，维生素B12 3μg。
- 蓝色罐装叫做牛磺酸强化型，也不含气。按功能成分标注折算每罐含：牛磺酸 925mg，咖啡因 32.5mg，肌醇 42.5mg，赖氨酸 40mg，烟酰胺 8.75mg，维生素B6 0.925mg，维生素B12 2.35μg。

中国天丝红牛（2019）
2019年，泰国红牛（即天丝集团）公司在中国大陆重新采用合作公司，在市面开始推出：
- 红牛维生素风味饮料：不添加咖啡因（但是含有含咖啡因的绿茶和瓜拉纳提取物），不属于中国保健食品类。按营养标注折算每罐含：牛磺酸 137.5mg、肌醇23mg、烟酰胺 4.25mg、维生素B6 0.375mg、维生素B12  0.425μg。
- 红牛安奈吉饮料：含有咖啡因。罐体标注为每100mL含量，但只有250mL罐装。按功能成分标注折算每罐含总皂苷8mg（来自西洋参提取物，参见人参皂苷）、牛磺酸 475mg，咖啡因 50mg，肌醇 22.5mg，烟酰胺 10mg，泛酸（维生素B5）4.25mg，维生素B6 1mg。
- 红牛维生素牛磺酸饮料含有咖啡因。罐体标注为每100mL含量，但只有250mL罐装。按功能成分标注折算每罐含总皂苷6.25mg、牛磺酸 375mg，咖啡因 37.5mg，肌醇 20mg，烟酰胺 7.5mg，泛酸（维生素B5）3.75mg，维生素B6 0.875mg。可以视作安奈吉饮料的淡版。
- 红牛维生素牛磺酸饮料，无糖、多种果味。
- 红牛能量饮料（Extra强化型），400 mL 瓶，绿茶浓缩粉、酵母 β-葡聚糖。

## 歷史
紅牛原本是一位華裔泰國商人許書標（Chaleo Yoovidhya）於1966年在曼谷創設的一個機能性飲料品牌，其產品經常被夜班工人、長途客貨運的駕駛員或泰拳選手拿來當作提神與健身用。
1985年時，曾在宝洁（P&G）亞洲地區分公司任職的奧地利商人迪特里希·馬特希茨（Dietrich Mateschitz）因為對這款飲料的喜愛，決定與許書標合資創立紅牛公司，他與許書標各持有公司49%股份，其餘百分之二的股份由許書標兒子持有，平時公司由馬特希茨負責營運，行銷到亞洲以外的市場。他在1986年在奧地利設立了紅牛股份有限公司（Red Bull GmbH），在紅牛飲品的配方加入了碳酸，而變成一種氣泡飲料在奧地利銷售。 相較於傳統的提神飲料，馬特希茨以一種非常流行、時尚的方式來包裝產品，獲得空前的迴響，而廣為年輕族群接受。1992年紅牛（撇開泰國版的Krating Daeng不計）首次外銷到奧地利以外的國家——匈牙利，並且在之後很快速地擴展到超過一百個國家以上的廣大市場。
不過，並不是所有在海外市場的紅牛飲品，都擁有相同的配方，在部分市場，為了符合當地的食品衛生規則紅牛公司會調整當地進口版本的產品配方比例。例如加拿大版本的红牛在2004年加拿大政府正式批准含咖啡因的能量飲料上市之前，為了能通過該國的食品安全審查，是完全不含咖啡因、牛磺酸等提神劑的，成份只有包括純粹的糖分與維生素B群而已，因此得以用「液態維生素補給飲料」的定位上市；台灣版的紅牛，則因應法規取消了葡萄糖醛酸內酯的添加（根據台灣的法規，只有藥品才能添加此成份），並稍微降低了咖啡因含量。而同樣在台灣市場，功能上類似紅牛的提神飲料還包括有蠻牛、康貝特、馬力夯、活力旺等，但大都為不填氣的非碳酸飲料且擁有迥異的定價策略與消費族群。
中国大陆的红牛维他命饮料有限公司于1995年由許書標创立的泰国天丝医药（T.C. Pharmaceutical Industries Co., Ltd.）和中国华彬集团合资成立，和奥地利公司并无关系。在成立初期其产品陣線基本与泰国产品类似，而與香港及台灣所引進的奧地利版紅牛不儘相同，并且根据中国的规定降低了咖啡因以及牛磺酸的剂量，直到2014年時中国食品药品监督管理总局才批准奥地利版的红牛饮料以“保健食品”的身份进口。

一种在中国大陆销售的金罐包装

自2016年商标授权到期后，红牛商标持有者天丝与原先的中国合作方华彬便陷入了长期的商标权争议，为此双方各有安排。天丝方面收购了广州曜能量饮料有限公司，以曜能量原有的“曜能量安奈吉饮料”为基础，推出了“红牛安奈吉饮料”，仍使用传统的金罐包装；但受限于中国保健食品法规，红牛安奈吉成分口感仍与原先的曜能量饮料相同，而与之前的金罐红牛有所不同；另外天丝的泰国金罐红牛也出现在中国大陆市场，配方按照中国标准减少了有效成分含量，以“红牛维生素风味饮料”名义销售。华彬方面，在继续生产原有的“红牛维生素功能饮料”的同时，推出了自有功能饮料品牌“战马”。目前中国三种金罐红牛都可以购买到。
2022年12月29日，中国红牛发布关于50年《协议书》法院判决有效的声明。其中显示，公司收到广东省深圳前海合作区人民法院民事判决书，其中认定了中国红牛自1995年始享有在中国境内独家经营红牛饮料50年的合法性。根据该判决，自2019年起泰国天丝陆续上市的红牛安奈吉饮料、红牛维生素风味饮料（进口、国产）、红牛维生素牛磺酸饮料以及红牛维生素能量饮料等，皆为非法生产或售卖的侵权产品。泰国天丝反驳称，红牛系列商标使用许可早在2016年10月到期，中国红牛的声明系故意断章取义，并表示已启动上诉程序，将坚决通过司法程序维护自身利益。
2023年4月末，泰国天丝表示收到一份最新的判决书，中国红牛被禁止生产销售。根据判决书，2022年10月31日，吉林省高级人民法院就泰国天丝针对中国红牛旗下的红牛维他命饮料（湖北）有限公司、北京红牛饮料销售有限公司、北京红牛饮料销售有限公司吉林分公司侵害红牛商标专用权及不正当竞争纠纷一案，判令三家企业立即停止生产、销售“红牛维生素功能饮料”，立即停止使用含有“红牛”字样的企业名称，同时连带赔偿原告泰国天丝3000万元。不过中国红牛回应称相关消息是虚假信息。对于泰国天丝收到的吉林省高级人民法院判决书，中国红牛相关负责人表示，吉林高院和此前浙江高院、天河法院的一审判决等多起判决是泰国天丝2016年开始多年滥诉的结果，并非生效判决，并不具有既判力或者执行力。

## 外部連結
- 紅牛全球官方網站 （页面存档备份，存于）
- 泰国天丝医药官方网站 （页面存档备份，存于）
  - 泰国红牛官方网站 （页面存档备份，存于）
- 中国紅牛官方網站 （页面存档备份，存于）